# Dzielnica kruków
Dzielnica kruków (szw. Kvarteret Korpen) – szwedzki dramat obyczajowy z 1963 roku w reżyserii Bo Widerberga i z jego scenariuszem.
Zdjęcia kręcono w Malmö. W 1964 film stał się oficjalnym szwedzkim kandydatem do rywalizacji o 37. rozdanie Oscara w kategorii najlepszego filmu nieanglojęzycznego.

## Obsada
- Thommy Berggren – Anders
- Keve Hjelm – ojciec
- Emy Storm – matka
- Christina Frambäck – Elsie
- Ingvar Hirdwall – Sixteen
- Nina Widerberg – Nina
- Agneta Prytz – sąsiadka
- Fritiof Nilsson Piraten(inne języki) – on sam

i inni

## Nagrody i nominacje
Nagrody:
- nagroda Guldbagge dla Keve'a Hjelma w kategorii Najlepszy aktor pierwszoplanowy

Nominacje:
- nominacja do Oscara dla najlepszego filmu nieanglojęzycznego
- nominacja do Złotej Palmy dla Bo Widerberga